# هيذر وليامز
هيذر وليامز (بالإنجليزية: Heather Williams)‏ هي عالمة طيور أمريكية، ولدت في 1955.